# František Heřmanský (lékař)
František Heřmanský (22. února 1916 Praha – 8. prosince 1980 Praha) byl český lékař – hematolog a vědec, objevitel (spolu s Pavlem Pudlákem) syndromu, jenž nese jejich jméno.

## Život
František Heřmanský se narodil v Praze v rodině klasického filologa, mj. překladatele latinských textů. Vyrůstal na Slovensku, kde byl jeho otec ředitelem gymnázia v Martině. Otcova píle, houževnatost a kulturní rozhled měly nepochybný vliv na mladého Heřmanského. Maturoval v Bratislavě na reálném gymnáziu, v Bratislavě začal studovat i lékařskou fakultu. Po vyhlášení Slovenského štátu přešel na pražskou lékařskou fakultu. Dříve, než dokončil studia, byly však vysoké školy německými okupanty zavřeny. Během války zastával místo pomocného ošetřovatele v Nemocnici pod Petřínem. V podstatě však pracoval jako nehonorovaný sekundář pod vedením profesora Karpíška. Začal se sám školit v klinické a laboratorní hematologii, takže koncem války měl již značné znalosti a zkušenosti v tomto oboru. Po osvobození dokončil poslední zkoušky a promoval začátkem roku 1946. Po promoci nastoupil jako lékař na interním oddělení v Praze-Motole pod vedením profesora Netouška a současně zastával funkci vedoucího centrální hematologické laboratoře. V roce 1950 přešel s profesorem Netouškem na I. interní kliniku VFN v Praze jako asistent kliniky.
V roce 1957 při založení Laboratoře pro patofyziologii krvetvorby a jater při I. interní klinice byl na toto vzniklé pracoviště převeden jako samostatný vědecký pracovník. I při výzkumné práci v laboratoři se věnoval výuce mediků, zkoušel a přednášel. V roce 1960 obhájil doktorskou práci o antitromboplastinech, v roce 1962 byl jmenován docentem pro obor vnitřního lékařství po obhájení habilitační práce o antitrombinech. V témže roce se stal vedoucím vědeckým pracovníkem výzkumné Laboratoře pro patofyziologii krvetvorby a jater.
V roce 1968 po emigraci přednosty I. interní kliniky VFN prof. Hoeniga byl pověřen jeho zastupováním ve funkci ředitele Laboratoře. Na podzim roku 1968, když bylo jasné, že se profesor Hoenig již zpět z emigrace nevrátí, rozhodovali se učitelé I. interní kliniky o tom, koho budou prosazovat za budoucího přednostu. V úvahu připadali dva kandidáti: Alois Štork a František Heřmanský. Před tajným hlasováním kolektivu učitelů vystoupil A. Štork s tím, že na místo přednosty nehodlá aspirovat, a tak z tajného hlasování vyšel vítězně všemi hlasy jako jediný kandidát kliniky na místo přednosty Heřmanský. I v době tzv. normalizace se nakonec podařilo, že Heřmanský, ač nestraník, byl postaven do čela kliniky. V roce 1969 byl rektorem pověřen jejím vedením, na podzim 1969 byl jmenován řádným profesorem vnitřního lékařství a v dubnu 1972 byl jmenován přednostou I. interní kliniky.
Řídil ji až do svého předčasného skonu, který ho zastihl přímo ve zdech kliniky 8. prosince 1980. Ráno onoho dne, jelikož nejel výtah, vystoupal pěšky do posledního patra. Ještě se zmínil prof. Štorkovi „Zítra jedu do Kladna.“ (byl totiž krajským internistou) a padl mrtev k zemi. Příčinou smrti byl infarkt myokardu.
Dominujícím zájmem Františka Heřmanského byla vědecká práce, plně se věnoval hematologickému výzkumu. Záběr jeho zájmů v tomto oboru byl mimořádně široký. Heřmanský byl však také vynikajícím hematologem – klinikem. V době jeho působení již minula doba kliniků všestranně činných v celé šíři vnitřního lékařství. Rozsah problematiky si vynucoval stále více úzkou specializaci. Neznamená to však, že byl jenom hematologem. Heřmanského přehled a osobní zkušenosti v celé šíři interny byly pozoruhodné a taktně je při profesorských vizitách uplatňoval. Nebyl autoritativní a respektoval názory odborníků v jiných oborech. Lze jen litovat, že neshrnul svoje vskutku mimořádné znalosti do oborové učebnice. Zastával názor, že na psaní takového díla je dost času, že je potřeba především přinášet nové poznatky výzkumem dílčích problémů. Předčasná smrt však znamenala, že shrnujícího díla z jeho pera se česká hematologie již nedočkala.

## Výzkumná činnost
V době nuceného přerušení studia na lékařské fakultě během války pracoval jako pomocný ošetřovatel v Nemocnici pod Petřínem a zde také uskutečnil svou první studii věnovanou morfologii megakaryocytů a trombocytů. Po promoci nastoupil v Motole u profesora Netouška. Heřmanskému se podařilo skloubit práci laboratorní, experimentální a klinickou. Pokračuje na klinice ve studiích funkcí krevních destiček a jeho práce věnované krvácivým stavům z destičkových příčin byly světového významu. Také studie přirozených inhibitorů koagulace, antitrombinů a antitromboplastinů přinesly řadu originálních pozorování, např. identifikace samostatného inhibitoru tkáňového tromboplastinu. Studie přirozených inhibitorů byly předmětem Heřmanského doktorské a habilitační práce. Stejně úspěšná byla Heřmanského práce v oblasti nádorových onemocnění krvetvorby. Zasloužil se o zavedení cytochemických vyšetření v hematologii a jeho studie o sudanofilii, myeloperoxidáze a kyselé nespecifické esteráze byly v některých ohledech světově prioritní. Cytochemická vyšetření spolu s klasickou morfologií se staly jeho přispěním základem diagnostiky a klasifikace akutních leukémií. V posledních letech věnoval Heřmanský pozornost především lymfoproliferativním stavům s použitím škály metodických postupů. Poprvé u nás použil imunochemických vyšetření ke sledování povrchových myfocytárních znaků. Tak mohl ve spolupráci s prof. B. Bednářem rozpracovat klasifikační systém maligních lymfomů, který vycházel z fyziologie a patofyziologie lymfatického systému.
Nemenší pozornost věnoval František Heřmanský léčbě nemocných s krevními chorobami. Stál u počátků chemoterapie maligních onemocnění krvetvorby a jako jeden z prvních používal kombinovanou cyklickou chemoterapii spolu s aktinoterapií, která přinesla zásadní obrat v osudu nemocných s některými hematologickými malignitami. Šíře zájmů nebyla na úkor hloubky a kvality Heřmanského práce. Dokládá to nejlépe originální popis krvácivého stavu u albínů s přítomností atypických pigmentofágů v kostní dřeni, který Heřmanský popsal spolu s Pudlákem v roce 1959. Jak trombocytopatii, tak dřeňový pigment dále úspěšně analyzoval. Za objev tohoto syndromu, který nese jméno obou autorů, i za celkový přínos pro hematologii udělila Světová hematologická společnost profesorovi Heřmanskému v roce 1978 Strattonovu cenu, a to jako 13. laureátu. Ohlas jeho práce byl značný a dostalo se mu řady dalších domácích i zahraničních uznání.
Převážně z oboru hematologie publikoval František Heřmanský přes 170 prací, kromě množství oponentních posudků, závěrečných výzkumných a expertních zpráv.

## Heřmanského nadace
Heřmanského nadace hematologické onkologie byla založena v roce 1995 při I. interní klinice 1. Lékařské fakulty Univerzity Karlovy a VFN v Praze s cílem zvyšovat úroveň klinické hematologické onkologie a tím zlepšit péči o nemocné se zhoubnými krevními chorobami a dosahovat výsledků, co nejbližších možnostem, které jsou dány současnými vědeckými poznatky. S její pomocí byla na I. interní klinice zmodernizována transplantační jednotka i ostatní lůžková oddělení, vybudovány a vybaveny nové laboratoře, zajištěny unikátní přístroje pro klinická oddělení a laboratoře. Nadační prostředky jsou používány k částečnému krytí nákladů činnosti Kooperativní lymfomové skupiny. V oblasti vzdělávací zajišťuje pobyt některého z předních zahraničních odborníků zvaného k účasti na pravidelném výročním Pražském hematologickém dnu. Z prostředků Nadace jsou hrazeny krátkodobé domácí i zahraniční studijní pobyty mladších pracovníků I. interní kliniky.